# ELAU
Die ELAU GmbH ist ein Unternehmen von Schneider Electric, welches in der Automatisierungstechnikbranche tätig ist, mit Hauptsitz in Marktheidenfeld (Main-Spessart). Im Jahr 1978 wurde das Unternehmen von den Entwicklungsingenieuren Erwin Fertig und Heinz Lang gegründet und entwickelte und produzierte zu dieser Zeit Regelungs- und Steuerungssysteme für die Proportional- und Servohydraulik. Im Segment der Verpackungsmaschinen zählt das Unternehmen zu den Weltmarktführern.

## Produktions- und Tätigkeitsbereiche
Steuerungs- und Antriebstechnik für die Verpackungsindustrie
In der Verpackungsindustrie werden heute Maschinen mit intelligenten elektronischen Systemen verwendet. ELAU liefert hierfür unter anderem das Produkt PacDrive™, eine Steuerung, die das Programmieren und Warten von Maschinen erleichtert. Weltweit werden mehr als 50.000 Maschinen mit dieser Technologie gesteuert.
Im Allgemeinen gibt es bei ELAU folgende Produktionsbereiche:
- Robotik
- Steuerungen
- Servoantriebe
- Bediengeräte
- Engineering Tools

Seit 1994 hat sich die ELAU GmbH komplett auf die Automatisierung von Verpackungsmaschinen konzentriert. Mit weltweit 400 Mitarbeitern werden Steuerungen, Servoantriebe und HMIs (Bediengeräte) entwickelt, produziert und vertrieben. Der Vertrieb, Applikation und Service erfolgt neben dem Stammsitz in Marktheidenfeld über Tochtergesellschaften in den USA, Italien, Frankreich, Großbritannien, Niederlande und Schweden sowie über internationale Partner. 

## Geschichte
ELAU wurde von den Entwicklungsingenieuren Erwin Fertig und Heinz Lang im Jahr 1978 gegründet und entwickelte zunächst analoge Regelungs- und Steuerungssysteme. Im Jahr 1984 erteilte die NASA den Auftrag für die komplette elektronische Ausrüstung des Spacelab-Transporters. Mit der Einachs-Positioniersteuerung SX-1 stellte das Unternehmen im Jahr 1986 der Fachwelt eine große Innovation vor, die unter anderem von BMW, Audi und VW genutzt wird. 
In den folgenden Jahren expandierte ELAU stark, auch nach Italien und Chicago und wurde im Jahr 1999 in eine Aktiengesellschaft umgewandelt. Wegen der Konzentration auf die Verpackungsbranche trennte sich ELAU im Jahr 2001 von dem Bereich Automobil Antriebstechnik. ELAU positionierte sich als Automatisierer für alle Maschinen in der Konsumgüterindustrie. 
Um die enge Kooperation zu verdeutlichen, übernahm Schneider Electric im Jahr 2004 46,5 Prozent der Anteile der ELAU AG. Die ELAU Sarl mit Sitz in Paris und die ELAU Ltd. mit Sitz in Milton Keynes in England wurden gegründet, sowie weitere Niederlassungen in Lyon, Wohlen und Chicago.
Im Jahr 2005 wurde ELAU ein Unternehmen von Schneider Electric. 
Im Jahr 2006 stellte das Unternehmen auf der SPS/IPC/DRIVES mit der iSH-Servobaureihe einen neuen integrierten Servoantrieb für Verpackungsmaschinen vor. Einzelbestandteile der Maschinen werden so in einer Baueinheit komprimiert. Im folgenden Jahr expandierte ELAU in Skandinavien und den Benelux-Staaten.
Außerdem gewann das Unternehmen im Jahr 2007 den Frost & Sullivan Award.
Im Jahr 2008 war ELAU größter Automatisierer auf der interpack in Düsseldorf. Im selben Jahr wird ELAU zum weltweiten Packaging Solution Center von Schneider Electric. Die ELAU AG wurde 2008 in die ELAU GmbH umgewandelt mit dem bisherigen Vorstandsvorsitzenden Norbert Gauß als Geschäftsführer. Im Mai 2010 übernahm Andrea Barbolini die Geschäftsführung.